# Przejście Costera-Kroniga
Przejście Costera-Kroniga – szczególny przypadek efektu Augera, w którym wolny poziom elektronowy zostaje zapełniony przez elektron z wyższej podpowłoki tej samej powłoki elektronowej.
Zjawisko to nie zachodzi na powłoce K oraz na najwyższych podpowłokach w obrębie danych powłok. Prawdopodobieństwo zajścia przejścia Costera-Kroniga jest mniejsze od prawdopodobieństwa zajścia zjawiska Augera czy emisji promieniowania charakterystycznego (fluorescencji rentgenowskiej).
Proces nazwany został na cześć fizyków: Dirka Costera i Ralpha Kroniga.